# Maria Gertrud Schenk von Castell

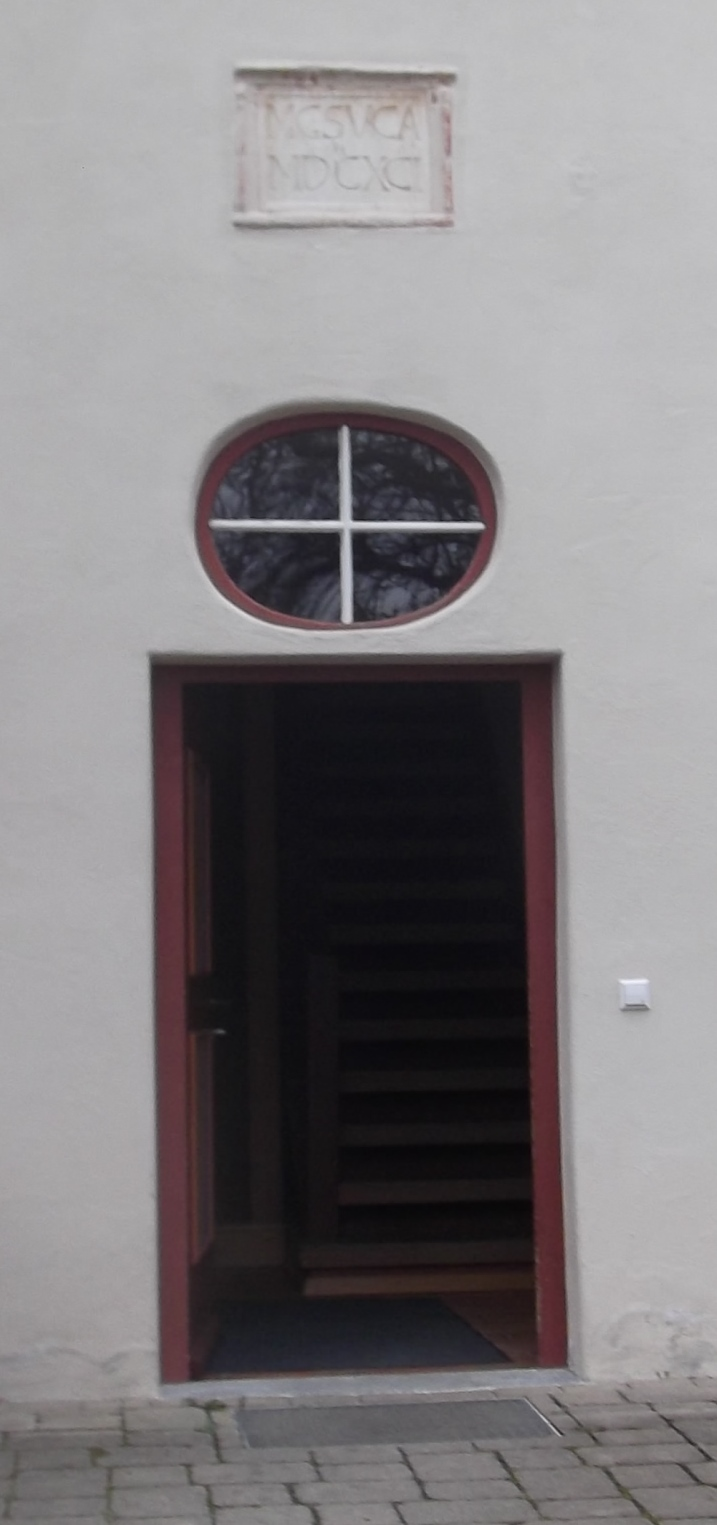
Bauinschrift "MGSVCA MDCXCI" (= "Maria Gertrud Schenk von Castell 1691") über der Eingangstüre der ehemaligen Amtsschreiberei und Forstverwaltung

Maria Gertrud Schenk von Castell (* zwischen 15. Februar 1636 und 15. Februar 1637 in Romanshorn?; † 15. Februar 1709 im Kloster Urspring, Schelklingen) war eine Benediktinerin und Äbtissin des Klosters Urspring.

## Leben und Wirken
Maria Gertrud war eine Tochter des Ulrich Christoph Schenk von Castell, Rat des Klosters St. Gallen und Pfleger in Romanshorn und dessen Ehefrau Maria Cleophe von Wolfurth (die Burg Wolfurth lag in Vorarlberg). Der Familiensitz der Schenk von Castell befand sich in Oberbüren im Schweizer Kanton St. Gallen. Die Eltern schlossen am 20. Mai 1622 die Ehe, aus welcher zwölf Kinder hervorgingen. Gertrud wurde auf die Vornamen Maria Susanna getauft, Maria Gertrud ist ihr Ordensname.
Zusammen mit ihren Schwestern Rosamunde und Francisca wurde Maria Gertrud zum Klosterleben bestimmt und am 10. Juni 1650 – etwa in ihrem 14. Lebensjahr – als Novizinnen dem Frauenkloster Urspring übergeben. Rosamunde entfloh dem Klosterleben bald (vor dem 10. August 1654), wogegen Francisca am 10. August 1654 die Ewigen Gelübde (Profess) ablegte. Sie muss zwischen 1654 und 1670 (Beginn des Urspringer Sterbebuchs) verstorben sein. Maria Gertrud legte am 25. November 1654 ihr Ordensgelübde ab. Zwischen November 1654 und Dezember 1664 wurde sie Priorin des Konvents und damit Stellvertreterin der amtierenden Meisterin. Nach der Resignation der Meisterin Anna Sibylla von Gemmingen am 1. Dezember 1664 wurde Maria Gertrud am 5. Dezember 1664 zur Meisterin gewählt und benediziert. Am 30. Dezember 1664 erfolgte die Bestätigung durch den Abt von St. Georgen. Sie war die erste, welche den Titel Äbtissin annahm.
Ein Bruder Maria Gertruds, der Erbmarschall des Hochstifts Eichstätt Johann Willibald Schenk von Castell († 1697 oder 1706), erwarb 1661 Oberdischingen von den Freiherren von Stotzingen. 1662 erhielt er durch seine Eheschließung die Herrschaft Dischingen mit Schloss Trugenhofen. Ein Verwandter Maria Gertruds, Marquard Schenk von Castell (* 1605; † 1685), seit 1630 Fürstbischof von Eichstätt, beabsichtigte, der Familie weiteren Grundbesitz (pfandweise) zukommen zu lassen. Da er dem Kaiser manchen Dienst geleistet hatte, erhielt er 1681 die Pfandherrschaft über die Herrschaften Berg und Schelklingen für seinen Verwandten Johann Willibald Schenk von Castell. Die Schenk von Castell spielten nunmehr in Kloster Urspring wie in Schelklingen die dominante Rolle. Sie erwarben großen Güterbesitz in Schelklingen, darunter als dauerhafte Wohnung das Stauffenbergische Schloss, und waren zeitweise in Schelklingen ansässig.
Maria Gertrud war insbesondere bemüht, die durch den Dreißigjährigen Krieg verursachte Desorganisation der Klosterverwaltung und die Verarmung des Klosters und der Klosteruntertanen zu beheben. Durch Kriegskontributionen war der Schuldenstand stark angewachsen. Dazu trugen u. a. der Neubau des Pfleghofs in Ehingen a. D. (für die Verwaltung des Streubesitzes in Oberschwaben), die Vergrößerung des Grundbesitzes durch Ankäufe, die Neuvergabe von Bauernlehen und die Kontrolle des Abgabeneingangs bei. Um sich in Zukunft auf sicherer Grundlage, was den Güterbesitz betraf, bewegen zu können, ließ Maria Gertrud 1685/1686 den Grundbesitz des Klosters durch Lagerbücher vollständig neu verzeichnen. Das letzte Lagerbuch stammte aus dem Jahre 1595, noch weit vor dem Dreißigjährigen Krieg, und die Besitzstände hatten sich durch Kriegseinwirkung sehr verändert. Während der Besitz von 1595 noch in einem einzigen dicken Band beschrieben werden konnte, wurde jetzt eine ganze Lagerbuchserie von insgesamt sechs Bänden nötig.
Zur Verbesserung der Verwaltung schuf sie vermutlich auch das Amt eines Amtsschreibers und Forstverwalters, der erste nachgewiesene Amtsschreiber Franz Xaver Schalch amtierte seit 1705/1706. 1691 ließ sie nach der Inschrift über dem Eingangsportal das Gebäude errichten, das später als „Amtsschreiberei und Forstverwaltung“ bezeichnet und vom Amtsschreiber bewohnt wurde. Das Gebäude steht außerhalb der Klausur an der Nordmauer und schließt sich westlich an das Oberamtsgebäude des Klosters an. Es wurde kürzlich restauriert und enthält eine schöne Stuckdecke im Eingangsflur.
Der Dreißigjährige Krieg war kaum fünfzig Jahre vorbei, da drohte der Spanische Erbfolgekrieg (1701–1714) wiederum ganz Süddeutschland zu verheeren. Die Äbtissin floh 1702 mit dem Großteil des Konvents in die neutrale Schweiz nach Schloss Karrersholz bei Steinach am Südufer des Bodensees. Beim Übersetzen kenterte ein Boot und wertvolle Kleinodien und Archivalien gingen verloren. Erst 1704 kehrte der Konvent nach Urspring zurück. Ihre Nachfolgerin im Amt, Äbtissin Franziska Giel von Gielsberg ließ zum Dank für den für Urspring glücklichen Ausgang des Kriegs im Jahr 1708 die Herz-Jesu-Kapelle auf dem Lützelberg bei Schelklingen errichten.
Maria Gertrud resignierte wegen ihres hohen Alters am 20. Oktober 1707 (70-jährig). Ihr Wirken wurde von ihren Vorgesetzten gelobt: sie vermehrte die Gottesdienste, erhielt die klösterliche Disziplin und führte eine Reform ein und erhielt sie durch eigenes Vorbild. In ökonomischer Hinsicht vermehrte sie das klösterliche Einkommen. Die Zahl der Ordensschwestern mit abgelegtem Gelübde stieg wieder, die Zahl der Laienschwestern erhöhte sich um 14 auf zuletzt 17 adlige und 10 bürgerliche. Beim Klosterfriedhof an der Westmauer des Klosters ließ sie eine Totenkapelle (mit Beinhaus) errichten, die der Muttergottes geweiht wurde; Papst Innozenz XI. gewährte einen siebenjährigen Ablass für ihren Besuch. Sie erwarb als Reliquie Splitter der Gebeine des heiligen Fortunatus in einer Holzkapsel. Mit der Benediktinerabtei Zweifalten schloss sie eine Gebetsbruderschaft.
Die Äbtissin verstarb im Kloster Urspring am 15. Februar 1709 im Alter von 72 Jahren und wurde mit Sicherheit auf dem kleinen Urspringer Friedhof begraben.

## Abbildungen
Ein Porträt der Äbtissin in einem Medaillon, ebenso ihr Siegel und ihre Unterschrift sind abgebildet bei Braig 2021 S. 44.